# 雀瓢
雀瓢（学名：Cynanchum thesioides var. australe）为夹竹桃科鹅绒藤属地稍瓜的变种。分布在中国大陆的内蒙古、陕西、山东、辽宁、江苏、河南、河北等地，常生长在水沟旁、河岸边、山坡及路旁的灌木丛草地上，目前尚未由人工引种栽培。